# Revaberget södra
Revaberget södra är ett naturreservat i Sundsvalls kommun i Västernorrlands län. Reservatet är en mindre del av det område som i övrigt ligger i Ragunda kommun och Jämtlands län, beskriven i artikeln Revaberget.
Området är naturskyddat sedan 2017 och är 3,6 hektar stort. Reservatet består av kalkbarrskog med stort inslag av lövträd samt tidigare hagmark nu täckt av lövskog.